# 清水聖義
清水 聖義（しみず まさよし、1941年〈昭和16年〉12月7日 - ）は、日本の政治家。
群馬県太田市長（5期）、旧太田市長（3期）、群馬県議会議員（3期）、太田市議会議員（1期）などを務めた。

## 来歴
群馬県新田郡太田町（現・太田市）に、父孝一・母せんの長男として生まれる。1960年群馬県立太田高等学校を卒業し、1964年慶應義塾大学商学部卒業。同年シオノギ製薬に入社。学習塾の経営も行った。
1979年に太田市議会議員に初当選し1期務める。1983年群馬県議会議員選挙に太田市選挙区から無所属で立候補し当選。以降連続3期務める。同年自由民主党に入党、同党群馬県連副幹事長などを務める。
1993年に日本新党に党籍変更。同年の第40回衆議院議員総選挙に旧群馬県第2区から日本新党公認で立候補したが、次点で落選した。
1995年、太田市長選挙に無所属で立候補。現職の戸澤久夫を大差で破り、当選を果たした。以後3期連続当選。
2005年3月28日、太田市と新田郡新田町、尾島町、藪塚本町の合併による（新）太田市発足に伴い市長を失職し、同年4月に実施された太田市長選挙で当選した。
市長就任後、太田市の国際化を受けて、構造改革特区制度を利用しぐんま国際アカデミーの設立を主導。初代理事長に就任したが、2007年6月に辞任した。2009年の太田市長選では、奥に2005年に合併した旧新田郡3町（新田地区・尾島地区・藪塚本町地区）の支持を受けて再選した（ただし群馬テレビの調査では太田地区と尾島地区ではトップを逃す）。
2011年1月24日、自由民主党太田支部から推薦を受けて自民党群馬県連が実施している群馬3区支部長の公募に応募。選考の結果、公募に応じた3名の中から清水が選ばれた。群馬県第3区で公認を受け、約20年ぶりに国政選挙に立候補する予定であったが、2012年1月、高齢を理由に衆院選立候補を辞退する意向を表明した（群馬3区からは、群馬県第2区選出であった元衆議院議員の笹川堯の三男・笹川博義が立候補し、当選した）。
2013年の太田市長選には無所属（公明党推薦）で立候補し、3選。
さらに4期目を目指し、2017年4月9日に投開票が行われた太田市長選には無所属で立候補。多選に対する批判もあったが、4選を果たした。旧太田市時代も含めると7選。群馬県内の市長における単独最多連続就任回数である。2021年2月、5選を目指し同年4月11日投開票の市長選へ立候補の意向を示し、その後立候補。投開票の結果5選を果たした。
2025年1月、6選を目指し同年4月13日投開票の市長選へ立候補の意向を表明した。全国の現職市長のうち最高齢で、通算の当選回数も全国最多となるが、会見では6期目について「任期を全うできる自信がある。多選や高齢は全然マイナスにならない」 と訴えた。
同年4月13日に執行された太田市長選挙の投開票の結果、前群馬県議会議員の穂積昌信との一騎打ちで約2,000票差で敗れ、落選した。これにより、旧市時代の1995年から30年間に亘って就いてきた市長の座を明け渡すことになった。
※当日有権者数：172,995人 最終投票率：39.74%（前回比：+10.18pts）
| 候補者名 | 年齢 | 所属党派 | 新旧別 | 得票数   | 得票率 | 推薦・支持 |
| -------- | ---- | -------- | ------ | -------- | ------ | ---------- |
| 穂積昌信 | 50   | 無所属   | 新     | 35,091票 | 51.54% |            |
| 清水聖義 | 83   | 無所属   | 現     | 32,989票 | 48.46% |            |

## 市政

### 新庁舎建設見直し

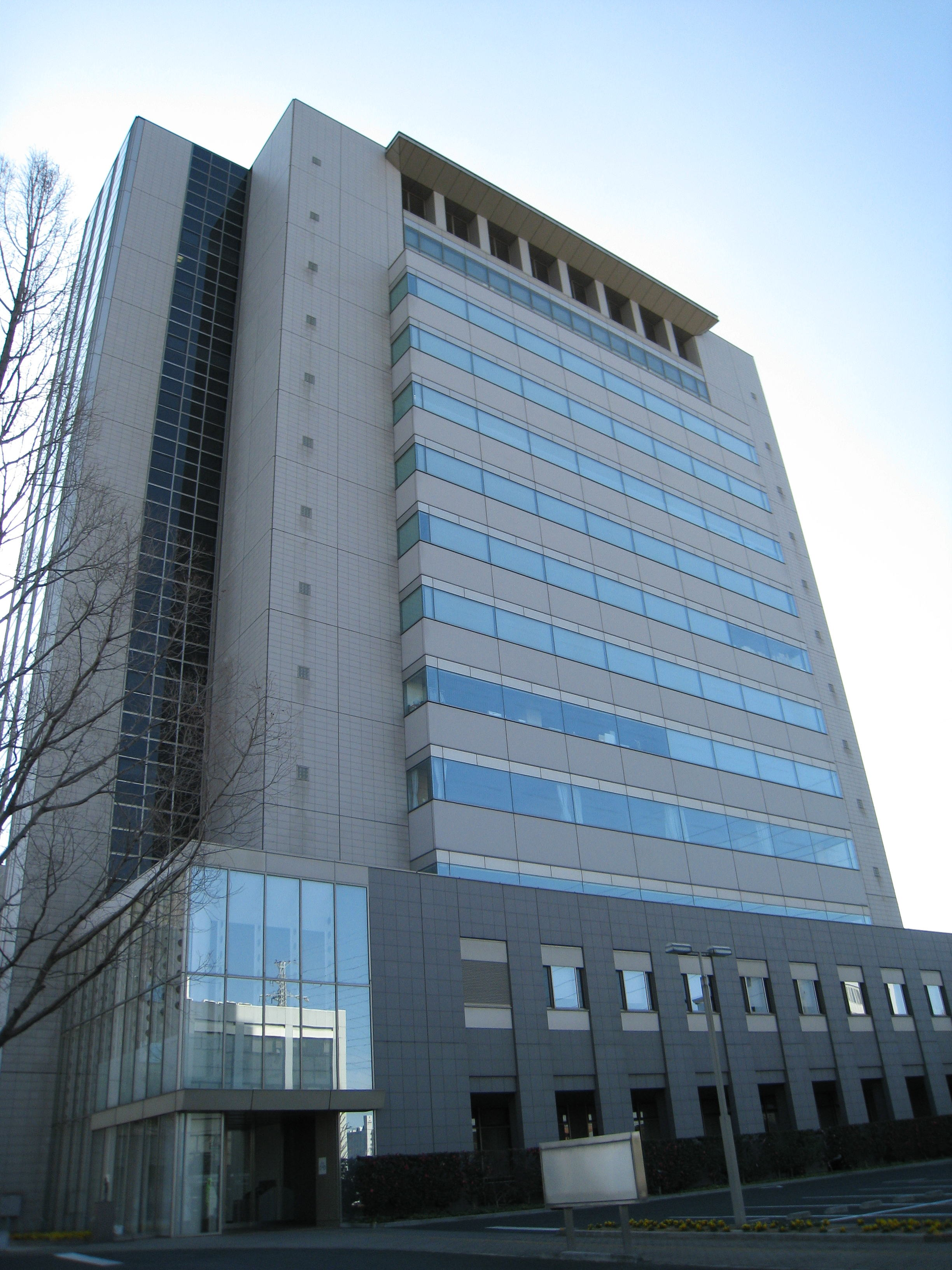
太田市役所

太田市長就任後、選挙公約に掲げた太田市役所の新庁舎建設工事の見直しに着手。太田市では1994年11月から、市庁舎の老朽化に伴い、232億円もの建設事業費を計上した21階建ての新庁舎の建設を計画、工事が開始されていた。清水はこの豪華すぎる新庁舎建設を批判し、1995年6月16日をもって施工中の基礎工事を全て停止させる措置を取った。これに対し、地元の建設業者は反発したが、清水が自ら建設会社に出向いて説得を行い、1996年春、既に施工されていた基礎工事部分を利用した12階建ての新庁舎の建設が決定。10ヶ月以上にわたり中断していた工事は1996年3月22日に再開され、1998年3月25日に太田市役所新庁舎が竣工した。建設費は158億円に圧縮され、64億円が削減された。

### 助役空席
清水は「経費削減」を理由に助役を空席にした。助役を空席にしたことにより、職員との意思疎通も円滑となった。そのため、現場の声も聞きやすくなり、市民からの相談が市役所に多く寄せられるようになり、市民生活の状況も把握できやすくなったという。

### 伊勢崎IC・太田桐生IC間自動車道の開通繰り上げ
北関東自動車道の伊勢崎インターチェンジから太田桐生インターチェンジまでの区間は、当初2008年9月の開通が予定されていたが、清水は花と緑のシンフォニーぐんま2008の開催に間に合わせるよう働きかけを行い、開通は2008年3月8日に繰り上げられた。

### 東日本大震災の被災地支援
2011年4月16日、同年3月11日に発生した東日本大震災で被災した宮城県石巻市を訪問し、SUBARUから防犯パトロール用のインプレッサ20台、軽トラックのサンバー10台を無償貸与した。

### ぐんま国際アカデミーの設立
清水が市長就任後、太田市の国際化を受け、構造改革特区制度を利用し太田市主導でぐんま国際アカデミー（学校法人太田国際学園）が設立された。ぐんま国際アカデミーは私立学校であり、学校教育法第1条に基づく一条校であるが、群馬県は、設立にあたり校舎建設に供された借入金17億円のうち約4割を太田市が補助し、かつ太田市からぐんま国際アカデミーへ職員が派遣されていることなどを理由に、当時の群馬県知事であった小寺弘之が、私学振興補助金の支出を見送った。その後も群馬県・太田市の間ではぐんま国際アカデミーへの補助金支出をめぐる協議が途絶えていたが、2007年8月21日に大澤正明前群馬県知事と清水が群馬県庁で会談し、問題の早期解決に向けてトップ同士が積極的に取り組む方向で一致した。

### 新型コロナウイルスの感染拡大に伴う政府による学校への休校要請への対応
2020年春に新型コロナウイルスの感染拡大に伴い、政府による学校への休校要請に対して、「総理の“一斉に休む”にはびっくりした。この人は実態を知っているのかなと」と批判し休校にしなかった。しかし、同年3月7日に市内の保育所に勤務する40代女性の保育士が感染していることがわかったことと、山本一太群馬県知事の説得により太田市も小学校を休校にすることを決めた。

### 2020東京オリンピック海外チーム事前合宿地として初の受け入れ
2021年に延期された2020年東京オリンピックでは、海外代表選手団の事前合宿地としての受け入れが新型コロナウイルス感染拡大の影響で辞退する自治体が続出する中で、太田市はソフトボール女子オーストラリア代表チームの事前合宿地として延期後初めて受け入れている。清水は受け入れに際して定例記者会見で「来てくれて、単純にうれしい。健康な方々が来る。彼女たちがコロナを持ってくることは100％あり得ない。日本人が彼女たちに迷惑をかけることがないようにしたい」「相手は健康なワクチンを打って、来てくれる人たち。犯罪者、感染者のような扱いはしたくない」と語った。
選手団の日本滞在中の移動は、入国時の活動計画書で届け出たホテルと野球場の往復に制限されているが、清水は「バブルを延長し、市民が買い物に来る前に済ますやり方があるのではないか」と選手団が希望すれば、市内にあるショッピングモールなどの買い物を認めるなど外出制限の緩和を示唆する発言をしている。しかし、この清水の発言に対して「こうしてどんどん管理が甘くなることは目に見えている」など批判する意見も多く、丸川珠代東京オリンピック大会担当大臣は清水の発言に対して「入国後14日間に関しては、活動計画書に記載し、国が確認した用務先以外には行かないのがルール」と釘を刺し、外出制限緩和を否定している。また、選手団の接遇を担当する市職員やホテルスタッフに新型コロナウイルスワクチンを優先的に接種する意向を示した。

### 公費500万円を投じた「さよならコロナシール」の配布などの啓発事業
新型コロナウイルス感染症の流行に際して、2021年の夏休み明け上旬に「さよならコロナシール」なるものを小学校5、6年生と中学生全員の1万2000人に配布し、また、「非常事態」と書かれた幟の設置やショッピングモールでの「さよならコロナシール」の配布など、およそ500万円の税金を投じた啓発事業を行った。

## 人物
趣味は油絵、水彩画、読書、映画鑑賞、囲碁、ゴルフ。座右の銘は「自我作古」。

### 太田市長襲撃事件
2007年3月15日未明、太田市飯田町の自宅で就寝中、清水の自宅に2台のトラックが突っ込み、門扉などが破壊される被害を受けた。犯人はトラックを乗り捨てて逃亡し、清水は難を逃れた。2008年10月23日、群馬県警は指定暴力団山口組系組員で韓国籍の男ら4人を、この事件の容疑で逮捕した。

### 「ニセ温泉」発言
2007年3月1日、TBS系の「みのもんたの朝ズバッ!」に出演した際、司会のみのもんたから「太田市に行ってみたいが、温泉はないのか？」という質問を受けたところ、「ニセ温泉ならある」と発言。ニセ温泉について具体的に何を指すのかは明らかとしなかったが、太田市には旧藪塚本町地域にやぶ塚温泉があり、やぶ塚温泉組合は清水の発言に抗議。後日、清水はやぶ塚温泉組合に対して謝罪した。

### 防災ヘリ墜落事故についての不適切発言
2018年8月10日の群馬県防災ヘリコプター墜落事故について、同月25日に開かれた太田市総合防災訓練でのあいさつにおいて「防災をやる者が自爆してしまった。お粗末だ」と発言。翌日、「事故に遭われた方々に関しての発言ではない」と釈明した。

## 著書
- 『自由の森大学講座――これからの日本をどうする』(1998、日本経済新聞社、共著)
- 『忙しさ十倍 楽しさ百倍』（1998・ぐんま2001事務局）
- 『「前例」への挑戦――自治体はサービス創造企業』（1999・学陽書房）
- 『自治体再生へ舵をとれ』（2002・学陽書房、共著）
- 『市長のひとりごと』（2002・上毛新聞社）
- 『地方自治体の経営戦略』（2004・学陽書房、監著）
- 『教育より大切なものなんて、ない。』(2008・旺文社・おおた21政経クラブ）[2]
- 『地方の一分』（おおた21政経クラブ）[2]

## 出演番組
- 「市長いまどきトーク」（エフエム太郎）